# Neo-uvaria acuminatissima
Neo-uvaria acuminatissima (Miq.) Airy Shaw – gatunek rośliny z rodziny flaszowcowatych (Annonaceae Juss.). Występuje naturalnie w południowej Malezji. 

## Morfologia
PokrójZimozielone drzewo. Młode gałęzie są omszone.
LiścieMają kształt od eliptycznego do podłużnego.
KwiatySą pojedyncze lub zebrane po 2–3 w pęczki, rozwijają się w kątach pędów.
OwoceMieszki o elipsoidalnym kształcie. Osiągają 15–38 mm długości.